# Matthias Joachim Maaß

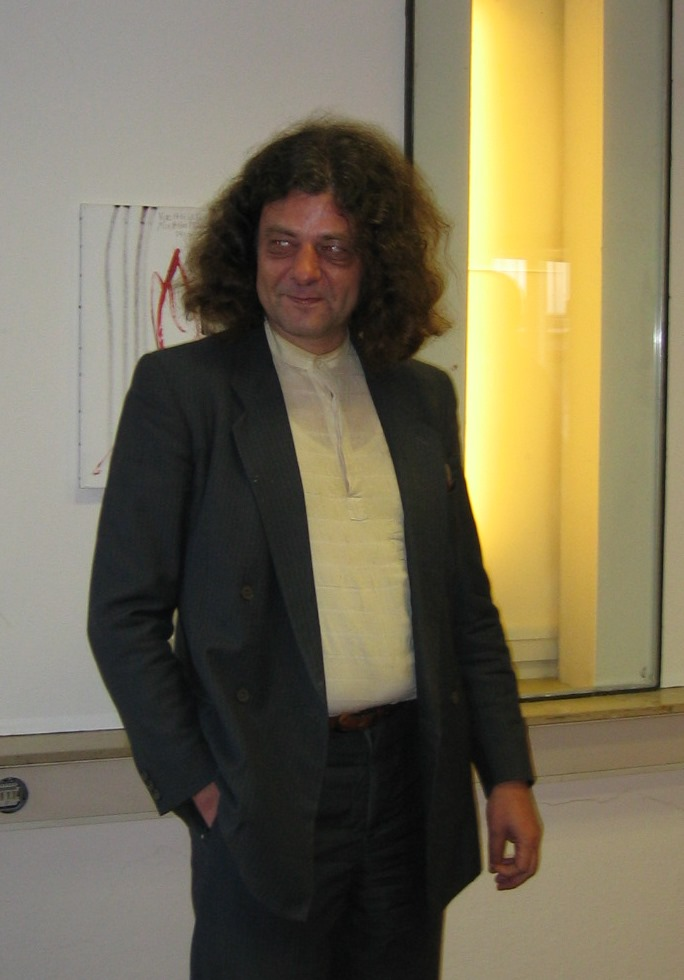
Matthias Joachim Maaß (2004)

Matthias Joachim Maaß (* 3. November 1958 in Heidelberg; † vermutlich am 13. Mai 2019 in Heidelberg, aufgefunden in seiner Wohnung am 18. Mai 2019) war ein deutscher Zeichner und Maler.

## Leben
Matthias Maaß war ein Sohn des Mathematikers Hans Maaß und ein Enkel des Fotografen und Malers Johannes Maaß (1880–1919). Nach dem Abitur am Bunsen-Gymnasium Heidelberg studierte Matthias Maaß ab 1977 zunächst Arabistik und Philosophie an der Freien Universität Berlin. Seit 1979 pflegte er eine Freundschaft mit Otfried Rautenbach, mit dem ihn zahlreiche Gemeinschaftsproduktionen verbanden.
Maaß begann in den 1980er Jahren professionell zu zeichnen und zu malen. Den Beginn seines künstlerischen Schaffens datiert er selbst in einem Werk Der 6. Jahrestag des 8. August 1981. – Sechs Jahre Zeichnungen Matthias Maaß. auf den 8. August 1981; sein letztes Werk entstand vermutlich am 12. Mai 2019 (Im Blitzlicht, kolorierte Tuschezeichnung im Format DIN A4 hoch, Privatbesitz). Er führte seit einer Reise in die Schweiz ab 1983 ein Tagebuch.
Mit Otfried Rautenbach unternahm Maaß immer wieder Reisen, insbesondere auch nach Köln und nach Berlin, wobei er zahlreiche bekannte Galeristen und Künstler kennenlernte.
1985 erhielt er den ersten Preis der Künstlergruppe 79 e.V. (Heidelberg). Maaß lebte von 1982 bis 2018 im Haus seiner Eltern in Ziegelhausen, nach dem Tod seiner Mutter zuletzt in einer Eigentumswohnung in Ziegelhausen, wo er am 18. Mai 2019 tot aufgefunden wurde.

## Arbeitsweise und Werk
„Der Ursprung meiner Kraft liegt darin, wenn ich zeichnen kann. Sonst ist alles Null und für die Katz. Weil ich nur an rein geometrischen Formen meinen Geist orientieren kann und nicht nachdenken kann, als nur im Linien und Bewegungen ausführen.“ 
Neben zumeist kleinformatigen mit Tusche gezeichneten und aquarellierten Porträts schuf Matthias Maaß serielle Arbeiten wie die „28.000 Todesopfer des Vendée-Aufstands 1793 in der Französischen Revolution“ oder die „43.800 Faschisten in Deutschland“.

„Ich male zumeist Bilder als persönliche Erinnerung. Ein Großteil meiner Arbeiten ist auf Papier entstanden, weil ich mich zumeist an ein gängiges Format halte. Im Lauf der letzten sechs Jahre entstanden jedoch auch 5 Leinwandbilder aus dem Bedürfnis heraus, eine größere Fläche als das 70x100cm Format zu bemalen. Diese Arbeiten bekamen zumeist auch einen Titel. Als jedoch spätabends das Werk vom 12.01.90 vollendet war, fiel mir nicht viel ein als höchstens afrikanische Kunst, Steppenwolf oder später Herr Schomaker und ich betreten die Pinte unter dem Angesicht des Todes. – Es blieb also ohne Titel.“

Das größte Werk „Das Totenmahl“ (2,3 × 6,0 Meter) befindet sich im öffentlichen Raum als Dauerleihgabe der Sammlung Prinzhorn im Publikumsbereich der Kopfklinik auf dem Gelände des Universitätsklinikums Heidelberg im Neuenheimer Feld (im Bereich der Radioonkologie), wo es anlässlich von Maaß' 60. Geburtstag eingeweiht wurde. Maaß schuf dieses Bild im Februar 1992 innerhalb von 90 Minuten als „Action Painting".

## Rezeption
Im Februar 2025 stellte der Heidelberger Lyriker Rainer René Mueller das mit Matthias Maaß (posthum) verfasste Buch „Les Très Belles Heures, nach Art eines Stundenbuchs mit zwölf Monatsblättern & zwölf Gedichten“ vor. Das Buch wurde in der Sendung SWR Kultur am Samstagnachmittag vorgestellt. Im April 2025 fand ein ein Poetry-Slam im Museum Haus Cajeth statt; sechs junge Talente setzten sich kreativ mit dem Werk von Matthias Maaß auseinander.
Der Kunsthistoriker und Leiter der Sammlung Prinzhorn Thomas Röske schrieb über Matthias Maaß, er sei der bekannteste Heidelberger Künstler mit Psychiatrie-Erfahrung. Es wurde die Frage aufgeworfen, ob Maaß ein Vertreter der Art brut oder Outsiderart sei.
In einem Zeitungsartikel in der Rhein-Neckar Zeitung vom 28. November 2018 hieß es, Maaß befasse sich eingehend mit dem Verhältnis zwischen Mann und Frau und setze sich überhaupt mit menschlichen Beziehungen auseinander. Seinen Arbeiten verleihe er oft einen spielerischen Ton und verrate dazu eine stilistische Prägung durch die Ecriture automatique. Er entwerfe Traumwelten und lasse auch mal ein Panoptikum mit absurden Gestalten auftreten, die durch originelle Gesten auf sich aufmerksam machen.
Die Kunsthistorikerin Kristina Hoge schrieb in einer ersten Würdigung im Werkverzeichnis: „Das künstlerische Schaffen diente Maaß als Ventil zur Verarbeitung krisenhafter Stimmungen, zur Reflektion über das Weltgeschehen, als Äquivalent 'erlebter Erinnerung'. Durch sein kontinuierliches Arbeiten eignete er sich im Laufe der Zeit einen ganz eigenen, unverwechselbaren Stil und eine charakteristische Arbeitsweise an. … In schneller aber entschiedener Geste setzte er Linien auf das Papier, zunächst scheinbar ein abstraktes, arabeskes Gebilde, aus dem sich dann wie selbstverständlich Figuren, Köpfe, ganze Szenerien herauskristallisieren, als wären sie immer schon da gewesen. Mit Aquarellfarbe gesetzte Akzente, die oft nass in nass aufgetragen sind, schaffen spannungsreiche Kontraste zu den dezidierten, mal kantigen, mal weich fließenden Konturen der Tuschelinien.“
Der Komponist Marco Hertenstein, ein langjähriger Freund von Matthias Maaß, ließ sich für seine Kompostion Neue Bilder einer Ausstellung Erinnerungen an Matthias Maaß von 28 Bildern des Künstlers inspirieren. Die Uraufführung fand 2025 im Museum Haus Cajeth statt und wurde in der Sendung Treffpunkt Klassik in SWR Kultur besprochen.

## Ausstellungen
- 1981 Fensterausstellung bei Otfried Rautenbach, Heidelberg
- 1984 Städtische Galerie Schwäbisch Hall; (Ankauf für die Städtische Sammlung); Faltblatt und Katalog
- 1985 1. Preis für Zeichnung Künstlergruppe 79 e.V. Heidelberg
- 1986 Ausstellung der Preisträger Künstlergruppe 79 e.V. Heidelberg; Konzert von Jörg Burkhard
- 1987 Städtische Galerie im Kornhaus Kirchheim und Teck; Ankäufe für die Sammlung Doris Nöth und Sam Szembek
- 1990 Deutsch-Amerikanisches Institut Heidelberg
- 1990 – 1991 2. Kreiskulturwoche Rhein-Neckar Landratsamt Heidelberg Katalog; Kunsthaus Welker Heidelberg; Kulturraum Milbertshofen bei München
- 1991 – 1992 3. Kreiskulturwoche Rhein-Neckar Landratsamt Heidelberg Katalog; Katalog und Ankauf
- 1993 Galerie Linda Treiber Ettenheimmünster zu Gast in Basel; Ankauf Regierungspräsident Freiburg
- 1994 Raum für neue Musik und Kunst Bremen[20]
- 1994 Galerie Lieu AC, Heidenheim
- 1995/96 Galerie Linda Treiber, Ettenheimmünster
- 1998 drei tage grafik, Museum Haus Cajeth, Heidelberg
- 2000 Kunst am Theaterplatz, Heidelberg[21]
- 2001 Deutsch-Amerikanisches Institut, Heidelberg
- 2004 Galerie Linda Treiber, Ettenheimmünster; atelier unsichtbar, Stuttgart
- 2007 Galerie Heidelbergerleben, Pfaffengasse 13, Heidelberg
- 2009 Galerie Torfhaus Westfalenpark
- 2010/2011 “Sexualität und Sehnsucht”; Museum für Kunst und Kulturgeschichte, Dortmund
- 2011 Landgericht Dortmund
- 2014 Stadtgalerie Mannheim
- 2017 Museum Sammlung Prinzhorn, Heidelberg[22]
- 2018 Museum Haus Cajeth, Heidelberg
- 2018 Kopfklinik des Universitätsklinikums Heidelberg: Dauerleihgabe des Werkes „DAS TOTENΣAHL“ durch die Sammlung Prinzhorn
- 2019 Galerie p13, Heidelberg; Galerie Linda Treiber, Ettenheimmünster; Museum Sammlung Prinzhorn, Heidelberg
- 2023 Xylon-Museum, Schwetzingen, Retrospektive[23]
- 2025 Museum Haus Cajeth[24][25]